# We Are the Heroes
We Are the Heroes – singel białoruskiego zespołu Litesound, napisany przez Dzmitrija i Władimira Kariakinów, wydany w 2012 roku.
Utwór reprezentował Białoruś podczas 57. Konkursu Piosenki Eurowizji. Chociaż finał krajowych eliminacji EuroFest wygrała Alona Łanska z utworem „All My Life”, wokalistka została zdyskwalifikowana z udziału w imprezie z powodu zmanipulowanych wyników eliminacji. Wówczas nowym reprezentantem kraju został zespół Litesound z piosenką „We Are the Heroes”, która zajęła drugie miejsce w finałowej klasyfikacji selekcji. W marcu opublikowano nową wersję utworu, którą wyprodukował Dimitris Kontopulos 24 maja grupa zaprezentowała ją jako piątą w kolejności w drugim półfinale Konkursu Piosenki Eurowizji i zdobyła za nią łącznie 35 punktów, zajmując 16. miejsce i nie kwalifikując się do finału.